# Opius romensis
Opius romensis är en stekelart som beskrevs av Fischer 1965. Opius romensis ingår i släktet Opius och familjen bracksteklar. Inga underarter finns listade i Catalogue of Life.